# Glenn Adams
Glenn Reed Adams (Carpentersville, 4 aprile 1917 – Newberry, 31 marzo 2011) è stato un cestista statunitense, professionista nella NBL.

## Carriera
Giocò per due stagioni nella NBL, disputando complessivamente 27 partite con 4,7 punti di media.